# 楊富閔
楊富閔（1987年8月13日—），台灣小說家、編劇、散文作家。臺南人，出生於台南市忠義路，長於台南縣大內鄉。值得注意的是，大內雖然隸屬台南直轄市，但是跟觀光客熟悉的台南市區相距甚遠，算是比較鄉僻的地帶。東海大學中國文學系畢業，國立臺灣大學台灣文學研究所碩士、博士，指導教授為黃美娥。其作品關注家鄉故親、昔日舊事，文字純粹洗練，夾帶新世代獨具的幽默妙喻。部分作品譯有英、日、法文版本，小說集《花甲男孩》由植劇場改編為盧廣仲主演的單元劇《花甲男孩轉大人》，並在劇中客串鄭花甲的同學。

## 作品

### 小說
- 《花甲男孩》（台北：九歌，2010；增訂新版，2017）

### 散文
- 《為阿嬤做傻事：解嚴後臺灣囝仔心靈小史》（台北：九歌，2013；增訂新版，2019）
- 《我的媽媽欠栽培：解嚴後臺灣囝仔心靈小史2》（台北：九歌，2013；增訂新版，2019）
- 《休書：我的臺南戶外寫作生活》（新北：遠景，2014）
- 《書店本事：在你心中的那些書店》（台中：新銳數位，2016）
- 《故事書：三合院靈光乍現》（台北：九歌，2018）
- 《故事書：福地福人居》（台北：九歌，2018）
- 《賀新郎：楊富閔自選集》（台北：九歌，2020）
- 《合境平安》（台北：皇冠，2021）

## 獎項、入圍紀錄
- 〈暝哪會這呢長〉獲全國台灣文學營創作獎小說首獎（2008）
- 〈暝哪會這呢長〉入選九歌《九十七年小說選》（2008）
- 〈神轎上的天〉第10屆中縣文學獎短篇小說獎（2008）
- 〈逼逼〉獲第5屆林榮三文學獎小說首獎（2009）
- 〈聽不到〉獲第17屆南瀛文學獎短篇小說首獎（2009）
- 〈唱歌乎你聽〉獲第11屆中縣文學獎洪醒夫小說首獎（2009）
- 〈有鬼〉獲第25屆中興湖文學獎小說首獎（2009）
- 〈我的名字叫陳哲斌〉獲打狗文學獎短篇小說佳作（2009）
- 〈繁星五號〉獲吳濁流文學獎小說佳作（2009）
- 〈魚池島〉獲第11屆玉山文學獎散文首獎（2009）
- 以《花甲男孩》獲博客來2010年度文學類新秀作家（與劉梓潔《父後七日》並列）
- 《花甲男孩》入圍2011年台北國際書展大獎
- 《花甲男孩》入圍第35屆金鼎獎（2011）
- 入選台灣文學年鑑焦點人物（2013）
- 《解嚴後臺灣囝仔心靈小史》入圍2014年台北國際書展大獎
- 《花甲男孩》入選2017法蘭克福書展臺灣館書單
- 植劇場－《花甲男孩轉大人》入圍第53屆金鐘獎戲劇節目編劇獎

## 外部連結
- 楊富閔 （页面存档备份，存于）在Facebook的頁面